# Équipe des Pays-Bas de football à la Coupe du monde 2006
L'équipe des Pays-Bas de football s'est qualifiée pour la Coupe du monde de 2006 qui prend place en Allemagne. Elle a rencontré au premier tour la Serbie-et-Monténégro le 11 juin, la Côte d'Ivoire le 16 juin et l'Argentine le 21 juin.
Le 25 juin, l'équipe des Pays-Bas affronte le Portugal en 8e de finale. Surnommée la Bataille de Nuremberg, la rencontre voit l'arbitre distribuer de nombreux cartons jaunes et rouges. Les deux formations terminent à 9 contre 9 mais les Pays-Bas n'arrivent pas à profiter du moment où ils se retrouvent en supériorité numérique durant la seconde période. La sélection de Marco van Basten s'incline sur le score de 1-0 (but du Portugal à la 23e minute par Maniche).

## Qualifications
| Groupe 1   | Groupe 1          | Groupe 1   | Groupe 1   | Groupe 1   | Groupe 1   | Groupe 1   | Groupe 1   | Groupe 1   | Groupe 1   | Groupe 1           | Groupe 1  | Groupe 1  | Groupe 1  | Groupe 1  | Groupe 1  | Groupe 1  | Groupe 1  |
| Classement | Classement        | Classement | Classement | Classement | Classement | Classement | Classement | Classement | Classement | Résultats          | Résultats | Résultats | Résultats | Résultats | Résultats | Résultats | Résultats |
| ---------- | ----------------- | ---------- | ---------- | ---------- | ---------- | ---------- | ---------- | ---------- | ---------- | ------------------ | --------- | --------- | --------- | --------- | --------- | --------- | --------- |
|            | Nation            | Pts        | J          | G          | N          | P          | BP         | BC         | Diff       | Nation             | NED       | TCH       | ROU       | FIN       | MAC       | ARM       | AND       |
| 1          | Pays-Bas          | 32         | 12         | 10         | 2          | 0          | 27         | 3          | +24        | Pays-Bas           |           | 2-0       | 2-0       | 3-1       | 0-0       | 2-0       | 4-0       |
| 2          | Tchéquie          | 27         | 12         | 9          | 0          | 3          | 35         | 12         | +23        | République tchèque | 0-2       |           | 1-0       | 4-3       | 6-1       | 4-1       | 8-1       |
| 3          | Roumanie          | 25         | 12         | 8          | 1          | 3          | 20         | 10         | +10        | Roumanie           | 0-2       | 2-0       |           | 2-1       | 2-1       | 3-0       | 2-0       |
| 4          | Finlande          | 16         | 12         | 5          | 1          | 6          | 21         | 19         | +2         | Finlande           | 0-4       | 0-3       | 0-1       |           | 5-1       | 3-1       | 3-0       |
| 5          | Macédoine du Nord | 9          | 12         | 2          | 3          | 7          | 11         | 24         | -13        | Macédoine          | 2-2       | 0-2       | 1-2       | 0-3       |           | 3-0       | 0-0       |
| 6          | Arménie           | 7          | 12         | 2          | 1          | 9          | 9          | 25         | -16        | Arménie            | 0-1       | 0-3       | 1-1       | 0-2       | 1-2       |           | 2-1       |
| 7          | Andorre           | 5          | 12         | 1          | 2          | 9          | 4          | 34         | -30        | Andorre            | 0-3       | 0-4       | 1-5       | 0-0       | 1-0       | 0-3       |           |

## Maillot
Le maillot de l'équipe des Pays-Bas est fourni par l'équipementier Nike.
| Couleurs | Orange et blanc |
| Marque   | Nike            |
| Domicile | Extérieur       |

## Effectif
Le 14 mai 2006, le sélectionneur néerlandais, Marco van Basten, a annoncé une liste composée de vingt-trois joueurs pour le mondial.
| Numéro / Nom | Numéro / Nom               | Club                | Date de naissance | J.              | Buts            |                 |                 |                 |
| Gardiens de but | Gardiens de but            | Gardiens de but     | Gardiens de but   | Gardiens de but | Gardiens de but | Gardiens de but | Gardiens de but | Gardiens de but |
| --- | -------------------------- | ------------------- | ----------------- | --------------- | --------------- | --------------- | --------------- | --------------- |
| 1 | Edwin van der Sar          | Manchester United   | 29.10.1970        | 4               | 0               | 0               | 0               | 0               |
| 22 | Henk Timmer                | AZ Alkmaar          | 03.12.1971        | 0               | 0               | 0               | 0               | 0               |
| 23 | Maarten Stekelenburg       | Ajax Amsterdam      | 22.09.1982        | 0               | 0               | 0               | 0               | 0               |
| Défenseurs |                            |                     |                   |                 |                 |                 |                 |                 |
| 2 | Kew Jaliens                | AZ Alkmaar          | 15.09.1978        | 1               | 0               | 0               | 0               | 0               |
| 3 | Khalid Boulahrouz          | Hambourg SV         | 28.12.1981        | 4               | 0               | 1               | 1               | 0               |
| 4 | Joris Mathijsen            | AZ Alkmaar          | 05.04.1980        | 3               | 0               | 1               | 0               | 0               |
| 5 | Giovanni van Bronckhorst   | FC Barcelone        | 05.02.1975        | 3               | 0               | 1               | 1               | 0               |
| 12 | Jan Kromkamp               | Liverpool           | 17.08.1980        | 0               | 0               | 0               | 0               | 0               |
| 13 | Andre Ooijer               | PSV Eindhoven       | 11.07.1974        | 4               | 0               | 1               | 0               | 0               |
| 14 | John Heitinga              | Ajax Amsterdam      | 15.11.1983        | 3               | 0               | 1               | 0               | 0               |
| 15 | Tim de Cler                | AZ Alkmaar          | 08.11.1978        | 1               | 0               | 1               | 0               | 0               |
| Milieux de terrain |                            |                     |                   |                 |                 |                 |                 |                 |
| 6 | Denny Landzaat             | AZ Alkmaar          | 06.04.1976        | 3               | 0               | 0               | 0               | 0               |
| 8 | Philip Cocu                | PSV Eindhoven       | 29.10.1970        | 4               | 0               | 0               | 0               | 0               |
| 10 | Rafael van der Vaart       | Hambourg SV         | 11.02.1983        | 3               | 0               | 0               | 0               | 0               |
| 16 | Hedwiges Maduro            | Ajax Amsterdam      | 13.02.1985        | 1               | 0               | 0               | 0               | 0               |
| 18 | Mark van Bommel            | FC Barcelone        | 22.04.1977        | 3               | 0               | 2               | 0               | 0               |
| 20 | Wesley Sneijder            | Ajax Amsterdam      | 09.06.1984        | 4               | 0               | 1               | 0               | 0               |
| Attaquants |                            |                     |                   |                 |                 |                 |                 |                 |
| 7 | Dirk Kuijt                 | Feyenoord Rotterdam | 22.07.1980        | 3               | 0               | 1               | 0               | 0               |
| 9 | Ruud van Nistelrooy        | Manchester United   | 01.07.1976        | 3               | 1               | 0               | 0               | 0               |
| 11 | Arjen Robben               | Chelsea             | 23.01.1984        | 3               | 1               | 1               | 0               | 0               |
| 17 | Robin van Persie           | Arsenal             | 06.08.1983        | 4               | 1               | 0               | 0               | 0               |
| 19 | Jan Vennegoor of Hesselink | PSV Eindhoven       | 07.11.1978        | 1               | 0               | 0               | 0               | 0               |
| 21 | Ryan Babel                 | Ajax Amsterdam      | 19.12.1986        | 1               | 0               | 0               | 0               | 0               |
| Sélectionneur |                            |                     |                   |                 |                 |                 |                 |                 |
| | Marco van Basten           |                     | 31.10.1964        |                 |                 |                 |                 |                 |
| Réserve Joueurs qui n'ont pas participé au stage d'entraînement mais qui pouvaient faire office de remplaçants jusqu'au 10 juin |                            |                     |                   |                 |                 |                 |                 |                 |
| Non communiquée |                            |                     |                   |                 |                 |                 |                 |                 |

## Compétition

### Buteurs
| Classement | Nom                 | But(s) |
| 1          | Arjen Robben        | 1      |
| -          | Robin van Persie    | 1      |
| -          | Ruud van Nistelrooy | 1      |